# ۳۴۰ (پیش از میلاد)
۳۴۰ (پیش از میلاد) ۳۴۰مین سال قبل از تقویم میلادی است.